# Літературно-мистецька премія імені Ольги Кобилянської

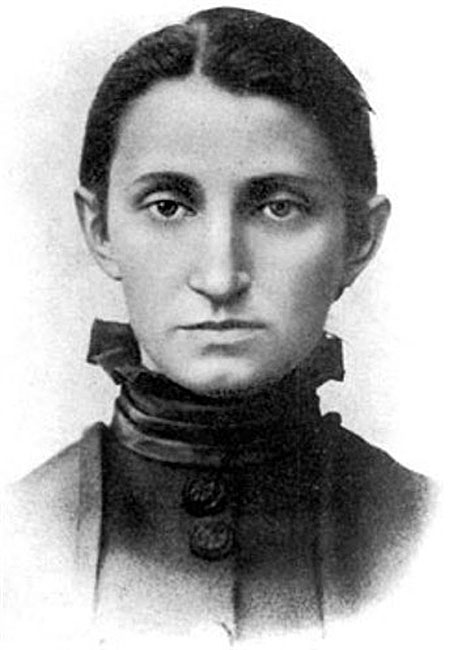
Ольга Кобилянська, піонерка українського фемінізму

Літературно-мистецька премія імені Ольги Кобилянської заснована 2006 року редакцією газети «Буковинське віче» та Готельним комплексом «Буковина» (м. Чернівці).
Премію присуджують щороку за найкращий літературний, художній або публіцистичний твір, наукову розвідку про життєдіяльність сучасної жінки в Україні, становище її в суспільстві, ситуацію щодо гендерної політики в державі. Оцінюються результати минулого року.
Вручення премії відбувається в день народження Ольги Кобилянської. Нагороджені одержують спеціальний диплом лауреата та грошову премію.
Журі визначає лауреатів та лауреаток у чотирьох номінаціях:
- літературний твір
- твір живопису
- наукова розвідка
- публіцистика.

## Лауреати та лауреатки
Почесні дипломи та грошові премії отримали лауреат(к)и:

### 2006 року
- Володимир Вознюк, письменник, дослідник творчості Ольги Кобилянської, директор Літературно-меморіального музею Ольги Кобилянської (м. Чернівці)
- Інна (Гончар) Багрійчук, поетеса (м. Новодністровськ Чернівецької області)
- Тамара Покотило, художниця (м. Чернівці)

### 2007 року
- Людмила Богдан, художниця (м. Чернівці)
- Ярослава Мельничук, дослідниця творчості «буковинської горлиці», викладачка Чернівецького національного університету імені Ю. Федьковича.

### 2008 року
- Галина Тарасюк, українська письменниця, публіцистка, перекладачка, журналістка, громадська діячка, авторка понад 20 поетичних та прозових книг українською мовою, перекладених 11-ма іноземними мовами, авторка книг перекладів з російської та румунської мов, статей в газетах і журналах (м. Київ)
- Леся Теуту, художниця (м. Новоселиця)

### 2010 року
- Каленик Ірина Іванівна, художниця, член Національної спілки художників України

### 2012 року
- Любов Голота, українська письменниця (поетеса, публіцистка, прозаїкиня), журналістка. Лауреатка Шевченківської премії 2008 року. Заслужена працівниця культури України (м. Київ)
- Дарина Туз, видавниця і меценатка, директор видавничого дому «Букрек», заслужена журналістка України (м. Чернівці)
- Оксана Петращук-Гинга, художниця, викладачка Вижницького коледжу прикладного мистецтва ім. В. Ю. Шкрібляка (м. Вижниця)
- Надія Боєчко, українська вишивальниця (м. Сучава, Румунія)

### 2013 року
- Надія Черкес, письменниця — за збірку віршів та прози «Мачуха-чужина» (м. Львів)
- Іван Нагірняк, письменник — за серію оповідань (м. Новодністровськ)
- Марина Рибачук, художниця — за серію малярських полотен, присвячених життєдіяльності Ольги Кобилянської (м. Чернівці)
- Довгий Василь Манолійович, письменник — за драму «Царівна» за мотивами однойменної повісті Ольги Кобилянської (м. Чернівці)
- Микола Мірошниченко, художник — за серію жіночих портретів та скульптур (м. Чернівці)
- Маріус Урсачук, примар міста — у номінації «Популяризація творчості О. Кобилянської» (м. Гура-Гуморулуй, Румунія)

### 2014 року
- Куваєва Лариса Іллівна, чернівецька художниця — за серію портретів Ольги Кобилянської
- Матковська Олена Валеріївна, вчителька, громадська діячка, вишивальниця, учениця Ярослави Гафійчук.
- Кідіщук Іван, румунський письменник та перекладач[1]

### 2015 року
- Антофійчук Володимир Іванович, доктор філологічних наук, професор, завідувач кафедри української літератури Чернівецького національного університету імені Юрія Федьковича
- Бондар Валентина Василівна, заслужена журналістка України, директор творчого об'єднання художніх, культурологічних, науково-просвітницьких та дитячих програм філії НТКУ «Чернівецька регіональна дирекція», авторка та ведуча програм «Подіум її життя».
- Михайлюк Михайло Ількович, член спілки письменників Румунії, редактор українського журналу «Наш голос», газети «Український вісник», член Союзу українців Румунії[2]

### 2016 року
- Мельничук Богдан Іванович, вчений-філолог, поет, публіцист, журналіст, педагог, перекладач, заслужений працівник освіти України
- Кирилюк Світлана Дмитрівна, доцент, докторантка кафедри української літератури Чернівецького національного університету імені Юрія Федьковича
- Криворучко Орест Іванович, заслужений художник України
- Троян Апетрей, директор Ботошаньського театру (Ботошані, Румунія)
- Мінченко Тамара Антонівна, педагог, українознавиця, заслужена працівниця освіти України.[3]

### 2018 рік
- Ксенія Король — актриса Чернівецького музично-драматичного театру імені О. Кобилянської за виконання головної ролі у п’єсі «Поранкова душа».
- Марія Дудидра — бібліотекар Чернівецької обласної наукової бібліотеки імені М. Івасюка за створення бібліографічних покажчиків про лауреатів премії.

- Ірина Мойсей — редактор літературно-культурного журналу українських письменників Румунії «Наш край» за активне висвітлення творчого процесу української діаспори.[4]

### 2022 рік
- Тетяна Зез — громадська і культурна діячка зі Львова за втілення проєкту «Вишиванка у одязі видатних українців».

- Володимир Краснов — художник-реставратор за реставрацію серії старовинних ікон.[5]

### 2023 рік
- Олена Ясінська — членкиня Національної спілки майстрів народного мистецтва України, волонтерка за просвітництво та збереження і відтворення буковинського орнаментального мистецтва.
- Анатолій Житарюк — член Національної спілки художників України за серію робіт «Жінка на тлі природи».
- Оксана Мартинюк — членкиня Національної спілки художників України за створення мистецького проєкту «Моя квітуча Україна».

- Надія Галабурда — громадсько-культурна діячка з Мюнхена (Німеччина) за промоцію української історичної і культурної спадщини у світі. [6][7]